# Anabarhynchus disciphallus
Anabarhynchus disciphallus är en tvåvingeart som beskrevs av Lyneborg 2001. Anabarhynchus disciphallus ingår i släktet Anabarhynchus och familjen stilettflugor. Inga underarter finns listade i Catalogue of Life.